# Ландскрунський тролейбус
Тролейбус Ландскруни  - єдина тролейбусна мережа Швеції. 
Складається з однієї лінії завдовжки 3 км, що сполучає залізничний вокзал з центром міста. 
Найкоротша тролейбусна мережа у світі. 

## Історія
В 2001 році старий вокзал Ландскруни був замінений на новий, розташований досить далеко від центру (на відміну від колишнього). 
Як компенсацію було вирішено сполучити новий вокзал із центром за допомогою сучасної транспортної мережі. 
Трамвай був дуже дорогим, а автобус  — недостатньо привабливим. Тож було вирішено прокласти тролейбусну лінію.
Будівництво контактної мережі розпочалося 30 січня 2003 року. 
Перші пробні поїздки тролейбусів відбулися у червні, а 27 вересня відбулося офіційне відкриття мережі. 
Тролейбусний рух у Ландскруні відкривали не лише сучасні тролейбуси, а й присутній як гостя старовинний тролейбус, який раніше працював у Копенгагені.
Загальна вартість ландскрунського тролейбуса (будівництво інфраструктури та закупівля рухомого складу) склала приблизно сорок мільйонів шведських крон (близько 4,3 мільйона євро).

## Опис мережі
Тролейбусна мережа Ландскруни складається з однієї лінії, що сполучає вокзал із центром міста (район Шеппсбрун). 
Довжина лінії – 3 км. 
Є сім зупинок. 
Маршрутний номер тролейбусної лінії — 3. 
Депо розташоване за 0,9 км від лінії, при цьому депо не пов'язане з лінією проводами, і тролейбуси переміщуються між депо та лінією на акумуляторах.
Тролейбуси курсують приблизно раз на десять хвилин. 
Час в дорозі (в один кінець) триває приблизно вісім хвилин.
Зупинки: Вокзал (Stationen) - Північний шпиталь (Lasarettet Norra) - Вілан (Vilan) - Вулиця Артилерії (Artillerigatan) - Ратушна площа (Rådhustorget) - Софія Альбертіна (Sofia Albertina) - Центр (Шеппсбрун) (Centrum (Spp)

## Рухомий склад
Рухомий склад мережі - всього чотири тролейбуси Solaris Trollino. На машинах встановлено електроустаткування виробництва фірми Ганз .
Крім бортових номерів, тролейбуси також мають власні імена: Elvira, Ellen і Ella (перші дві літери — від слова «електрика»), закуплений ще один тролейбус ім'я дано йому Elvis.

## Галерея

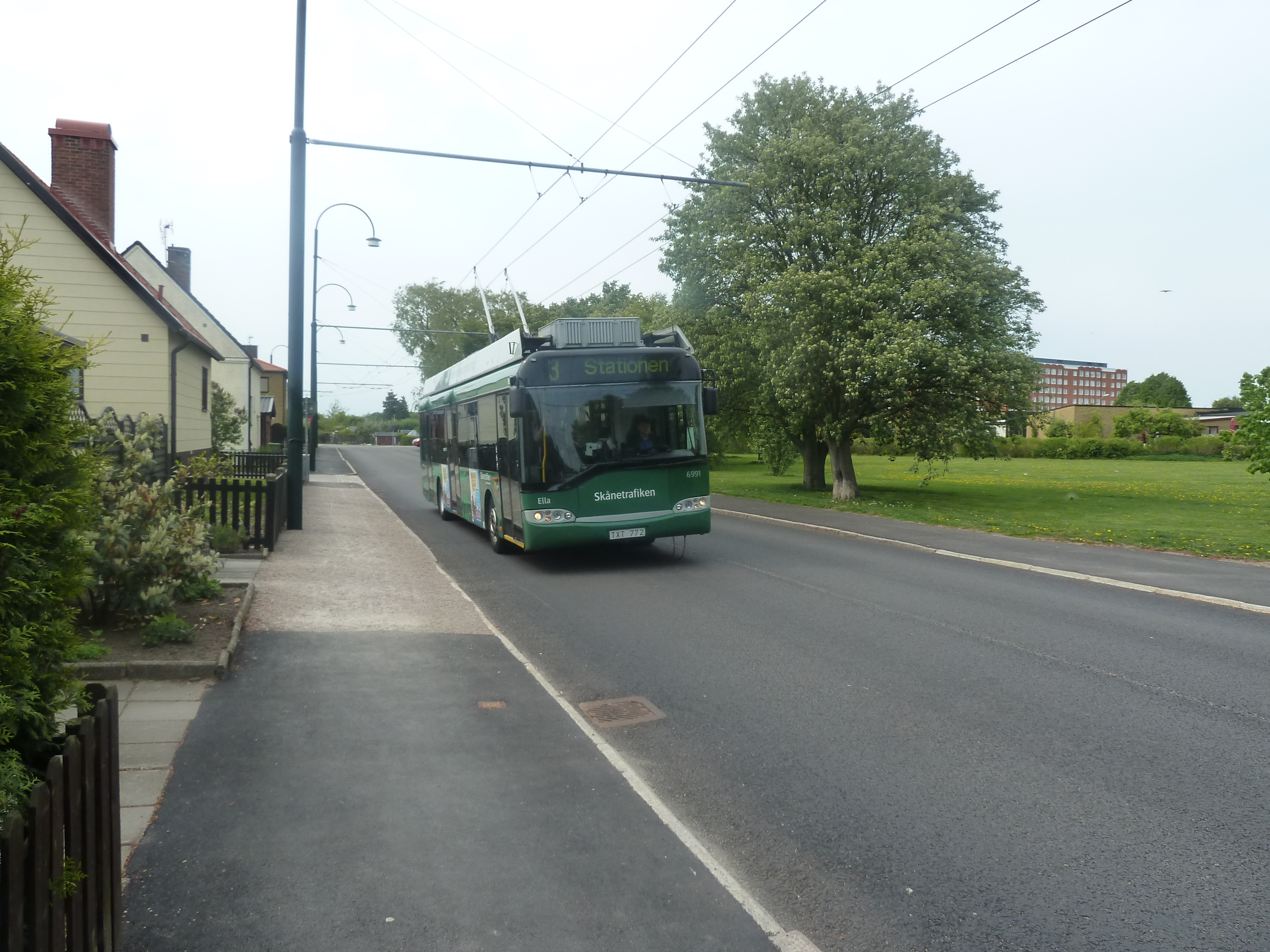
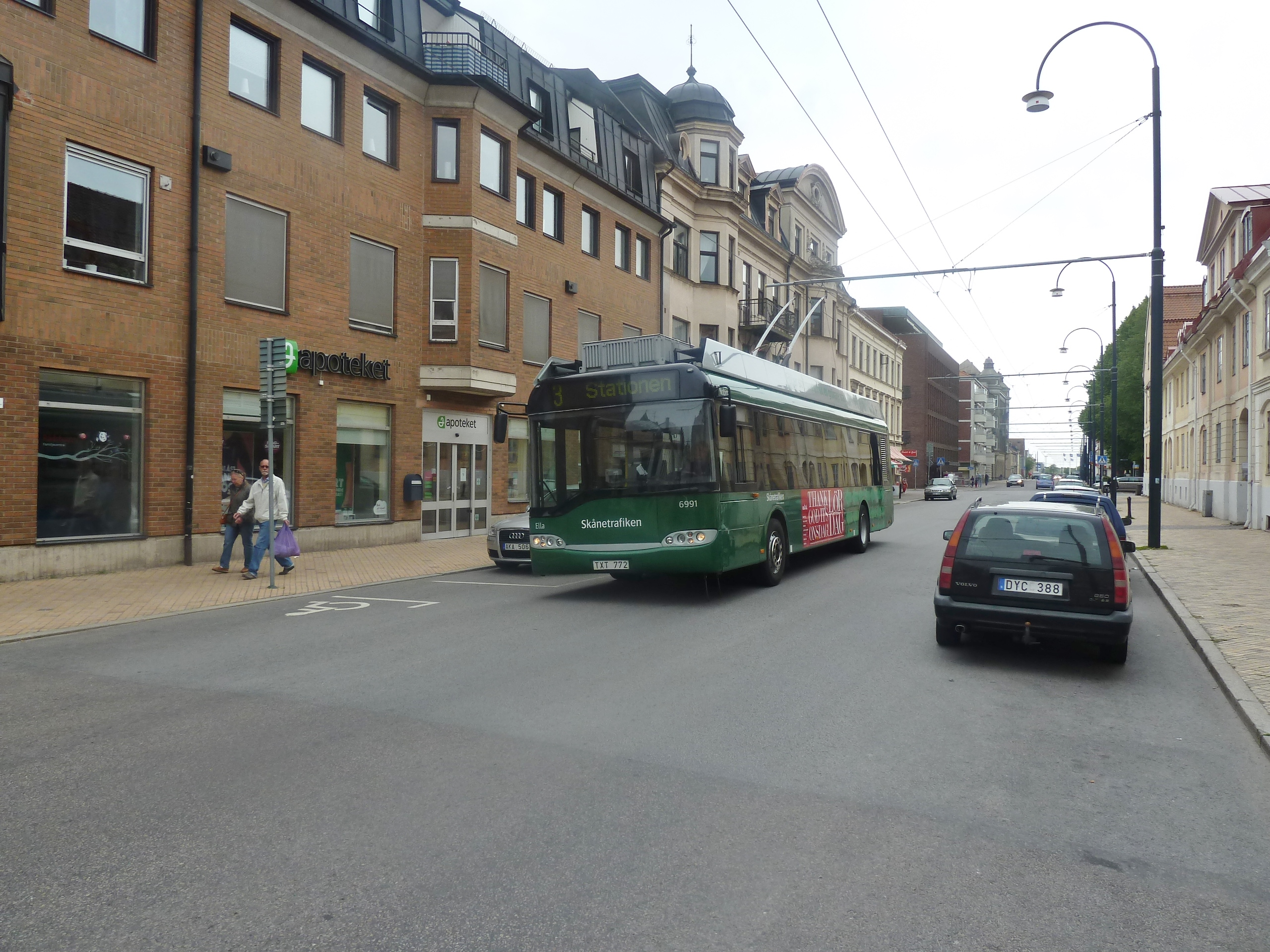
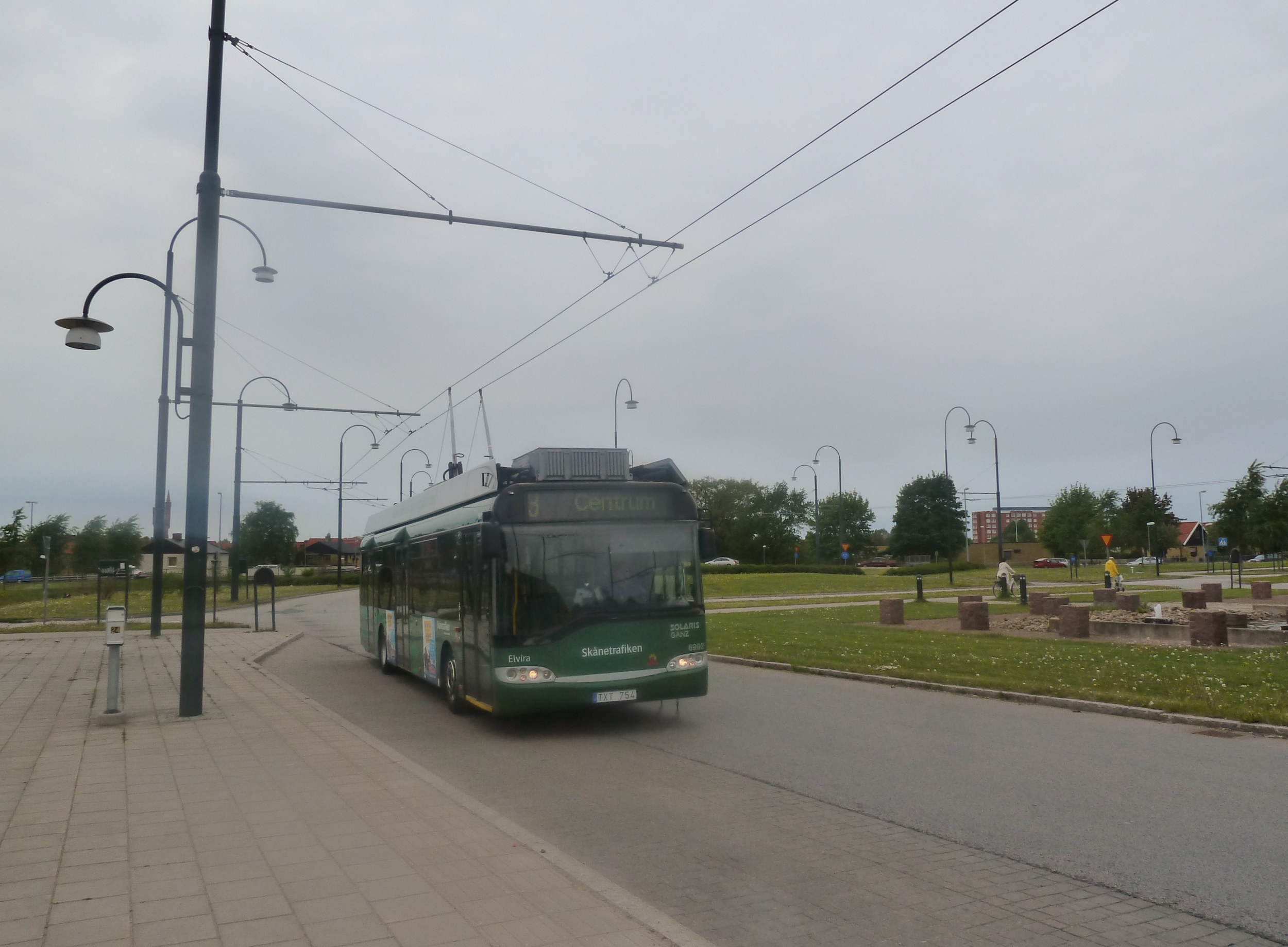
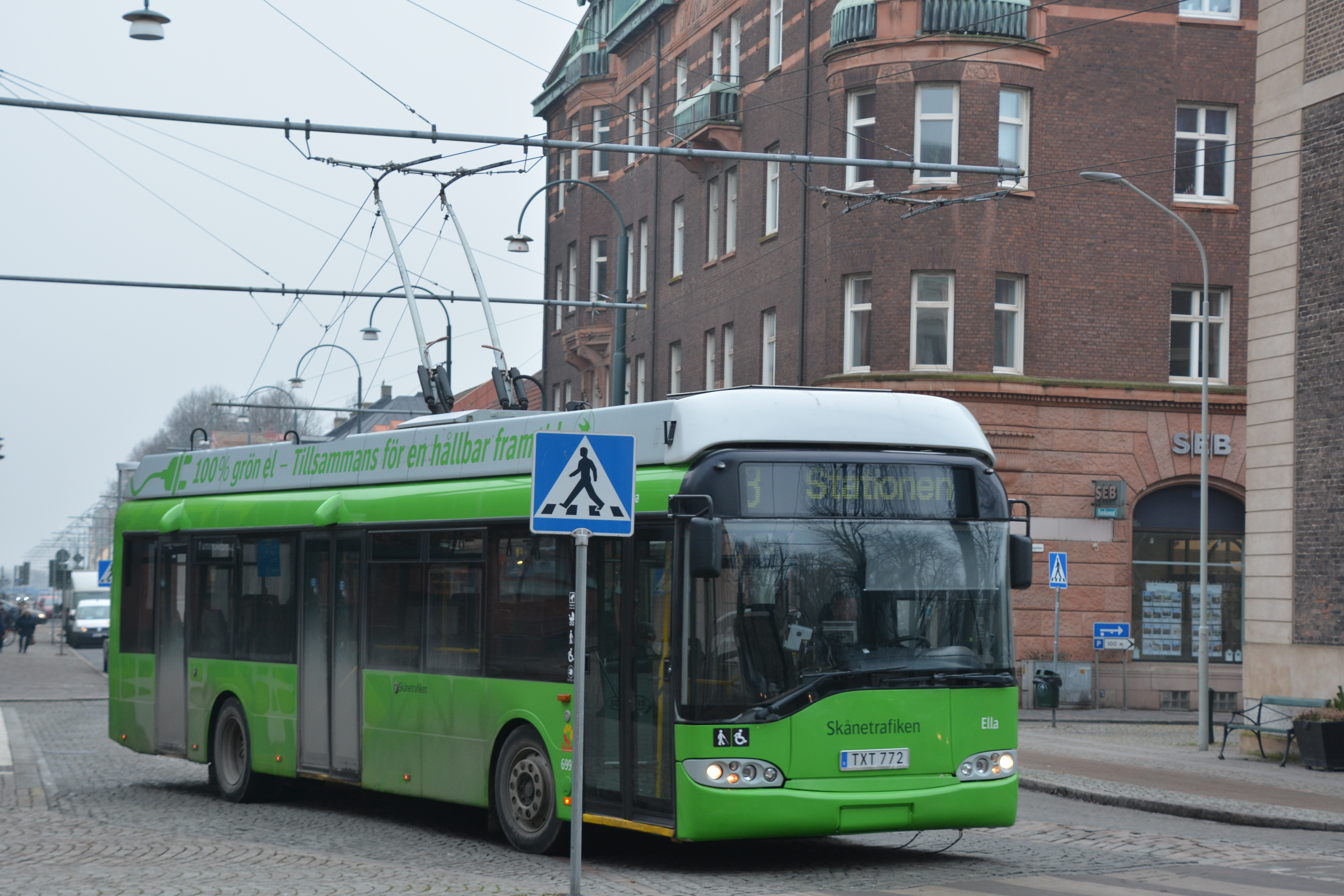
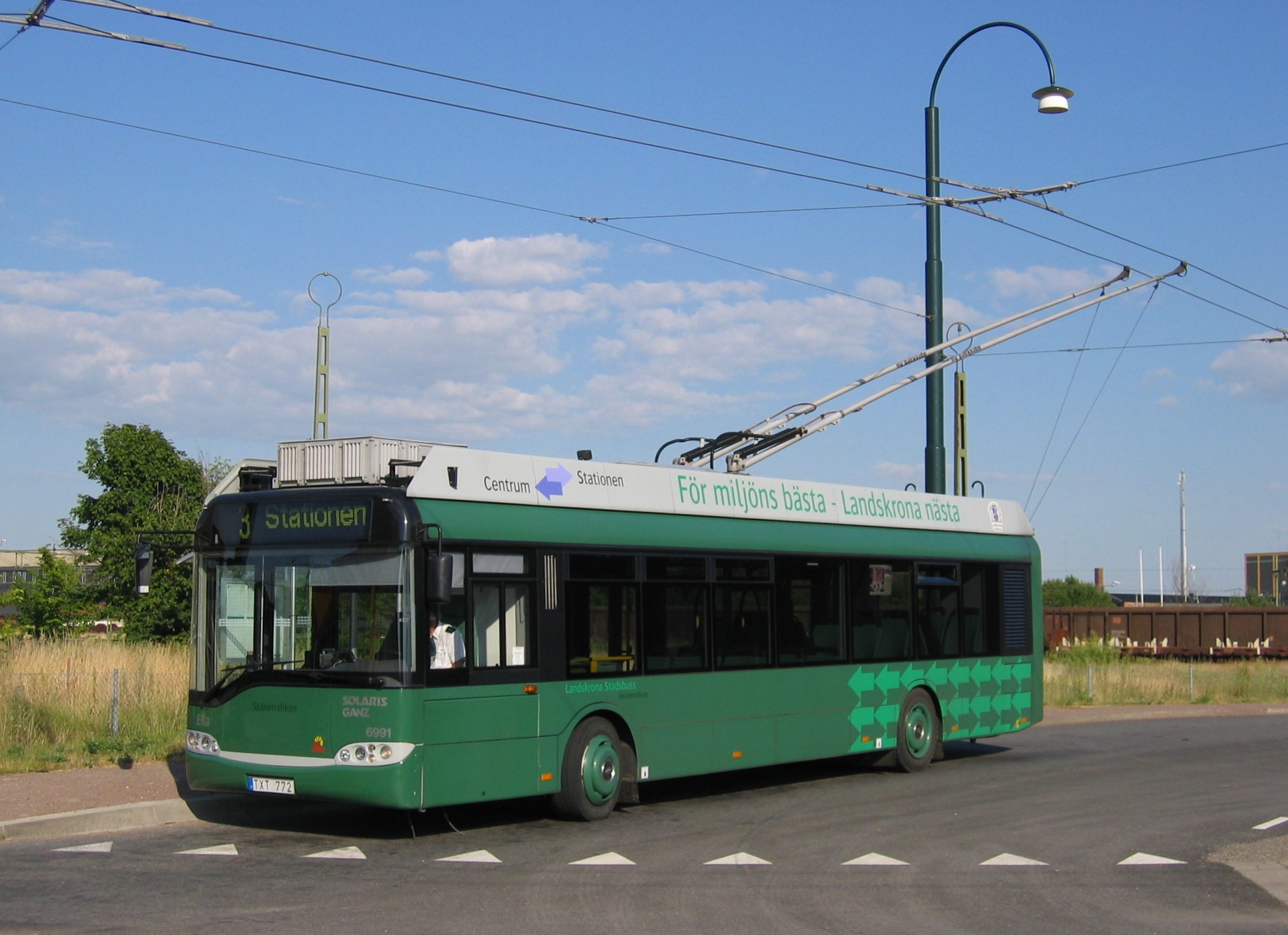
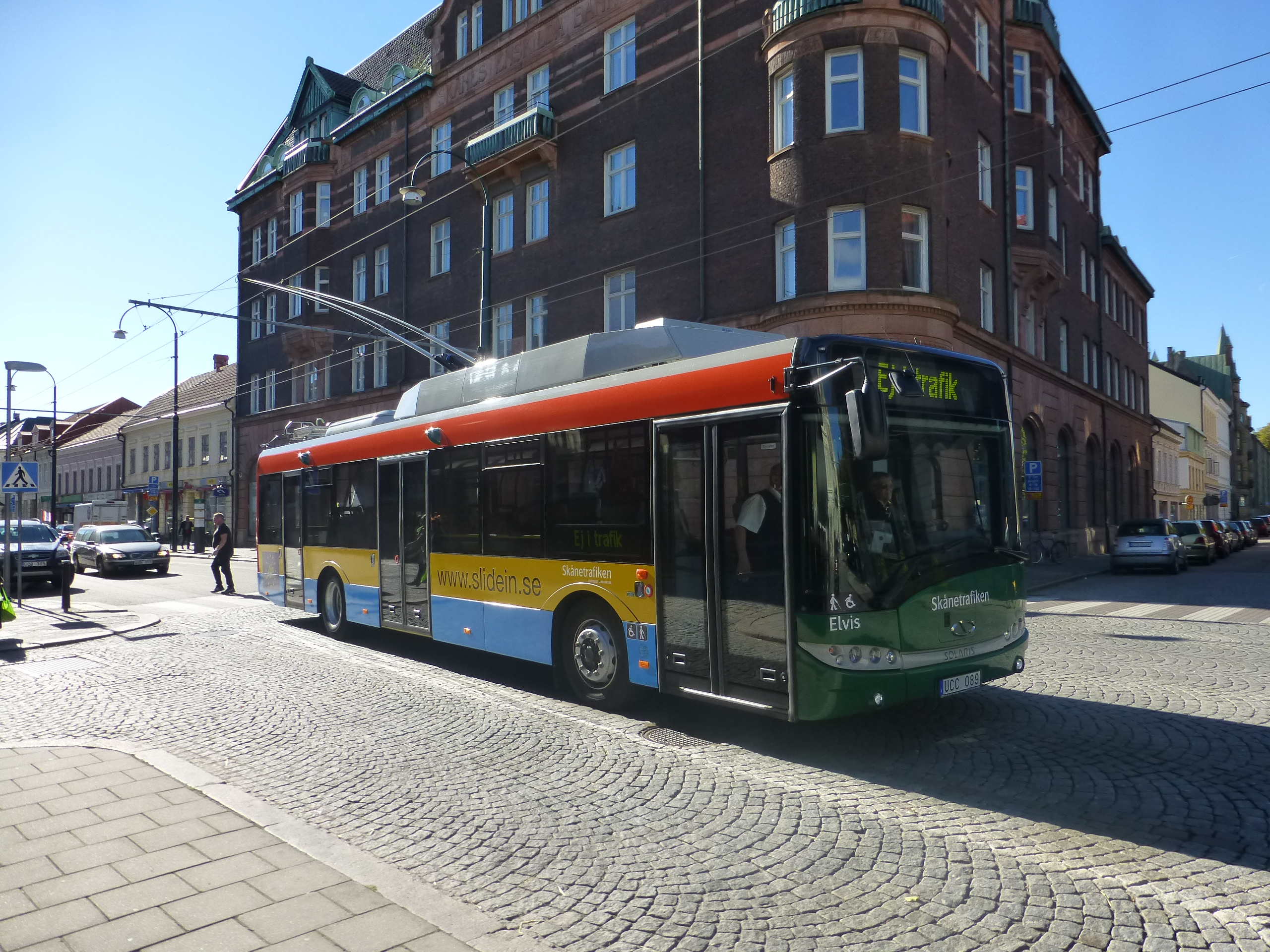
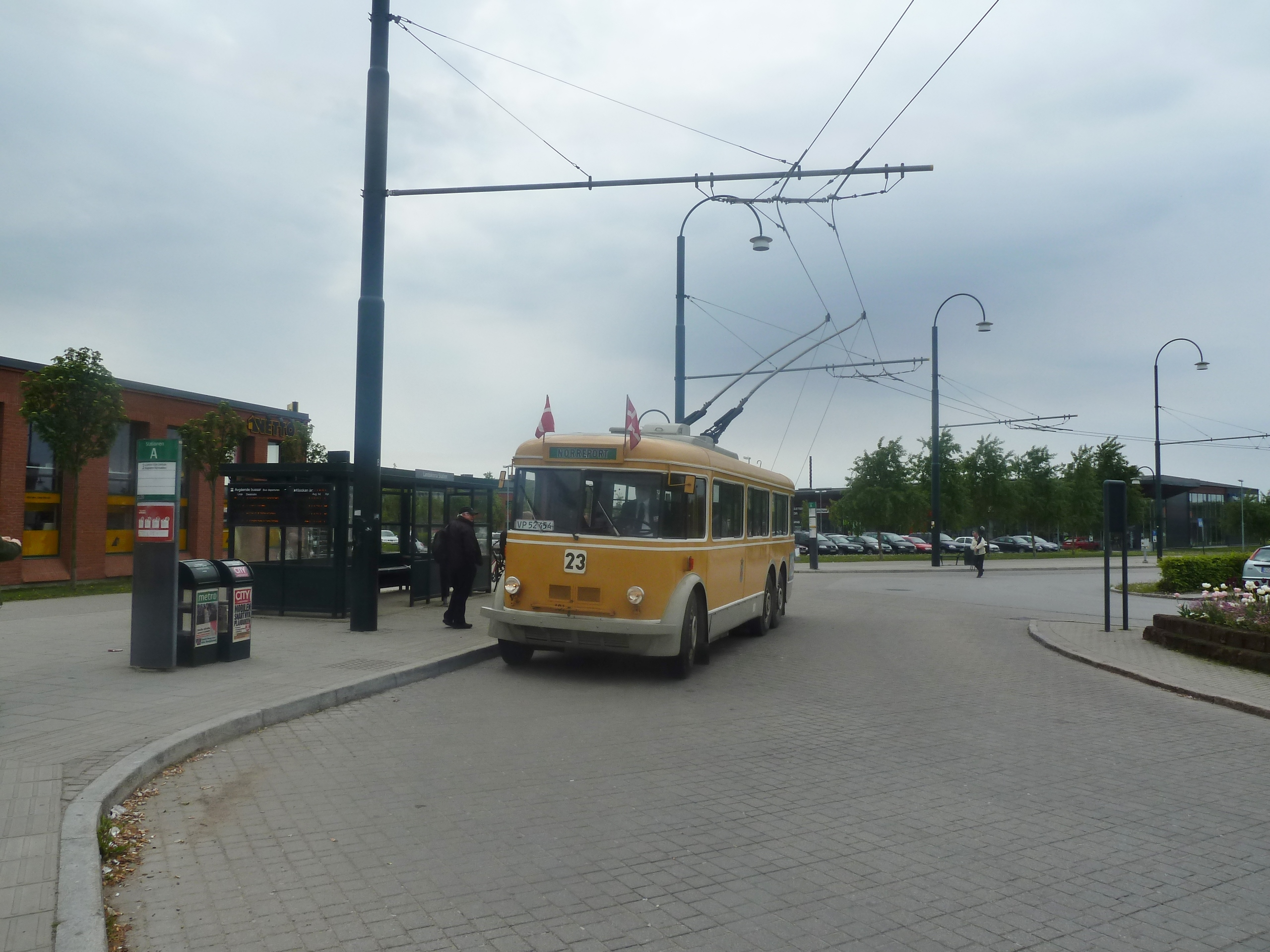
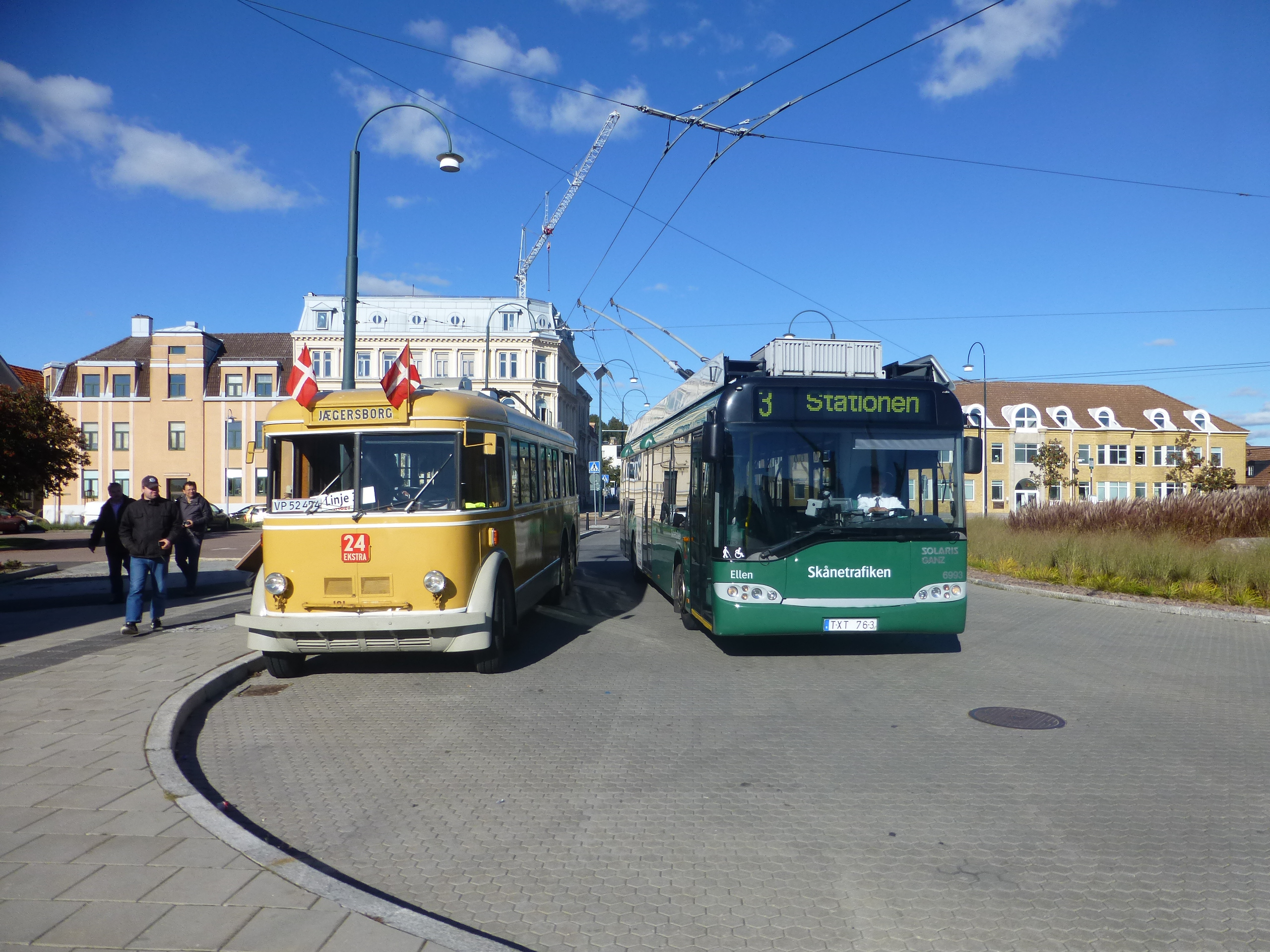
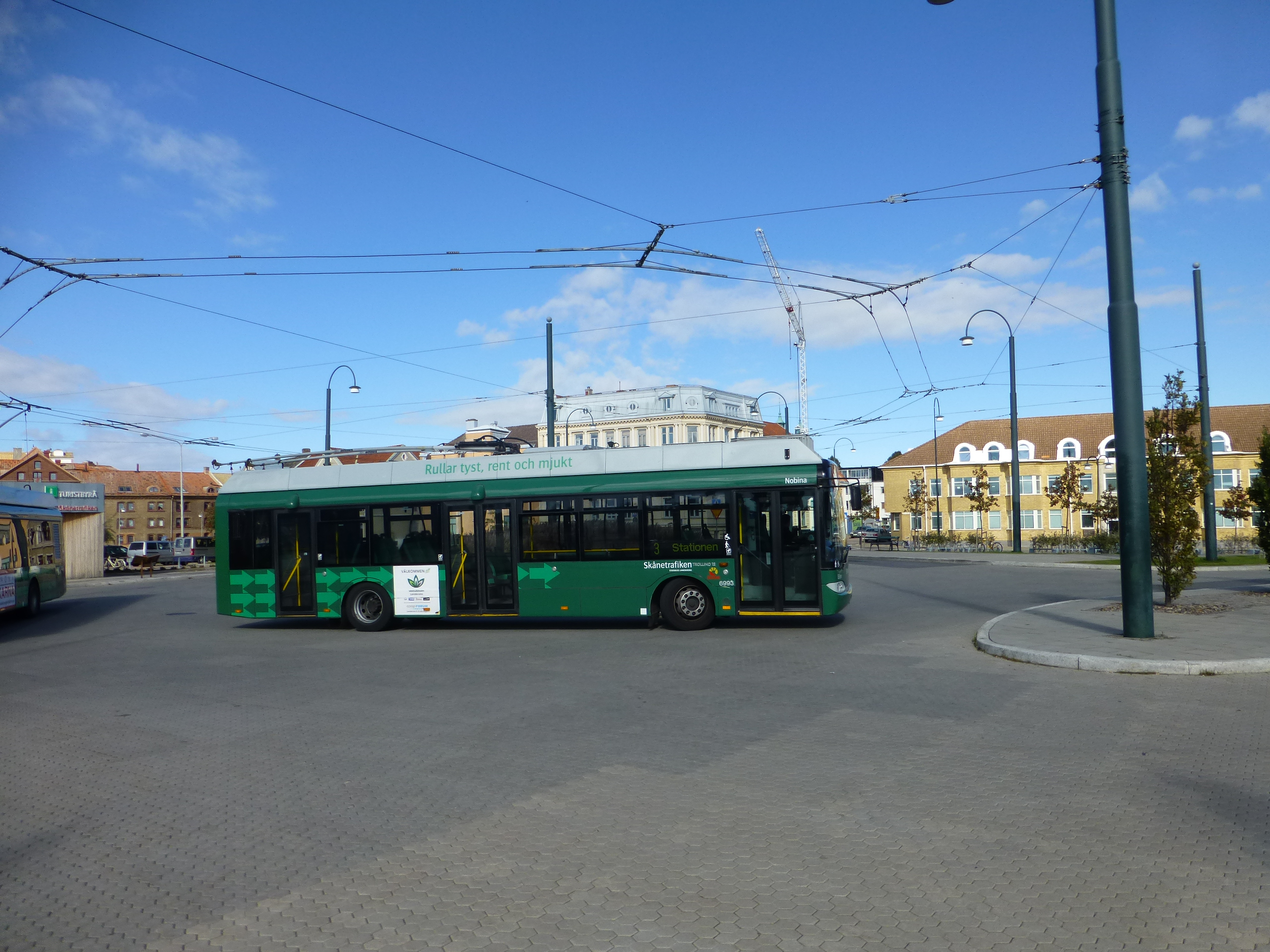
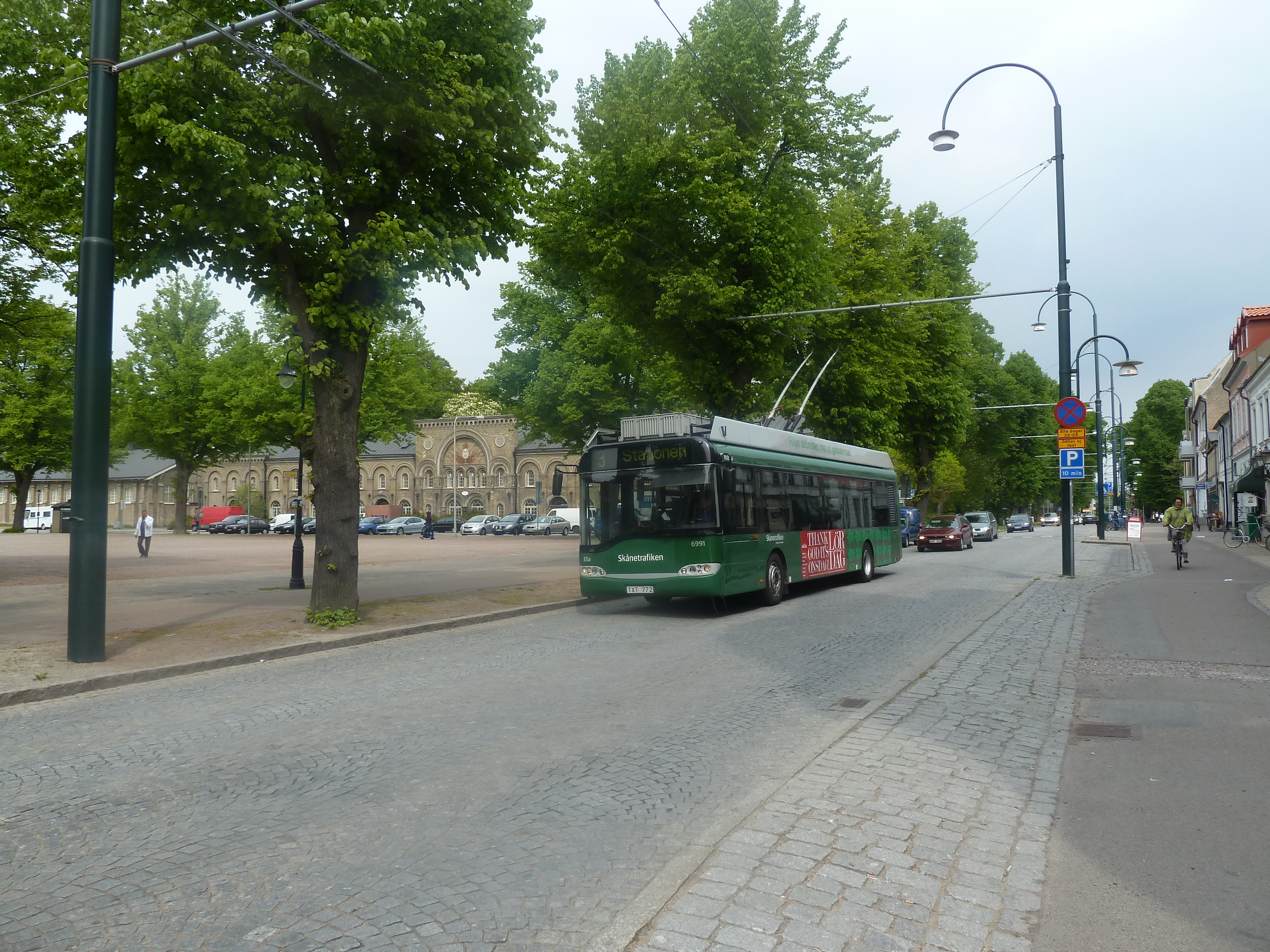
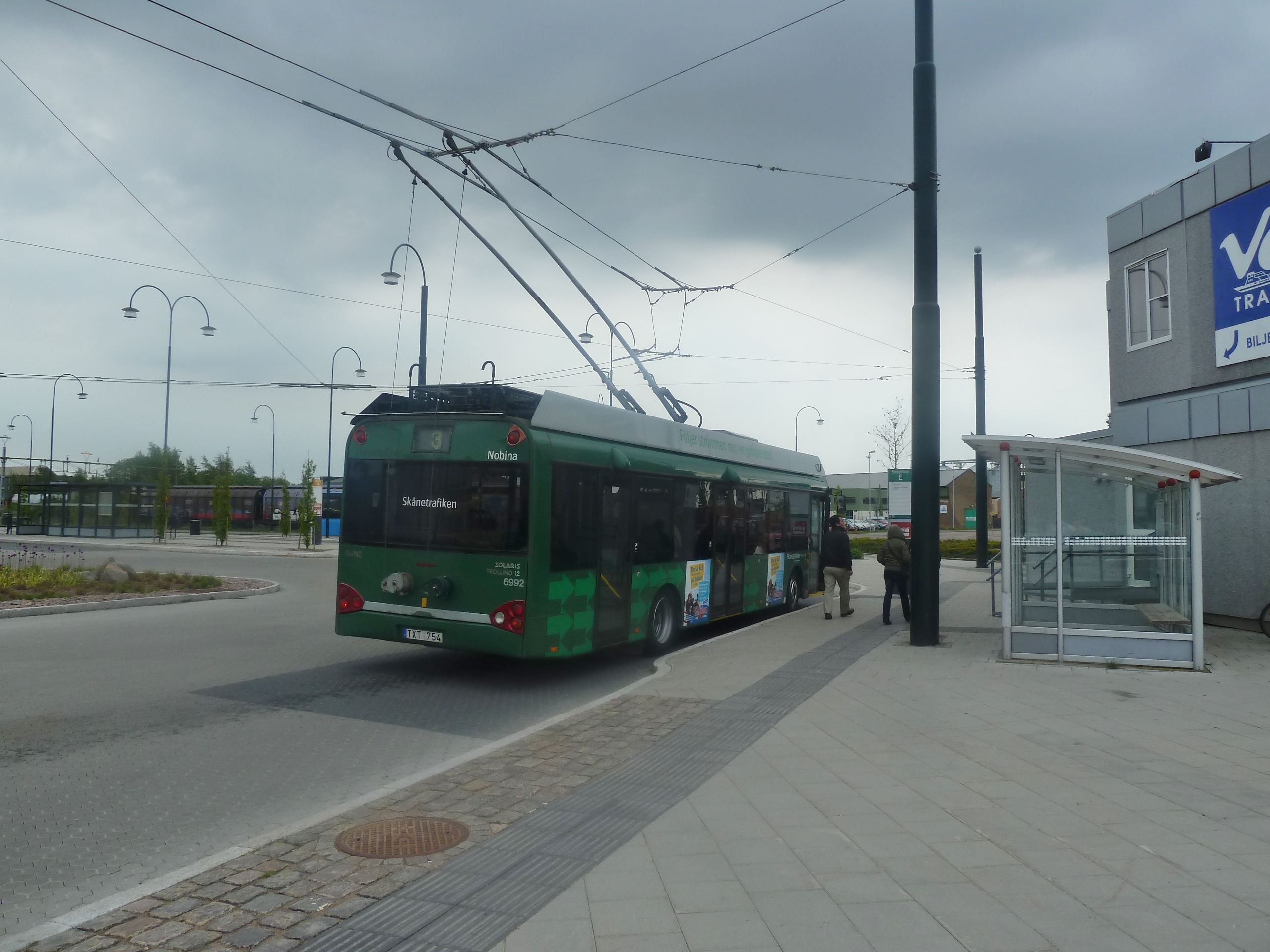
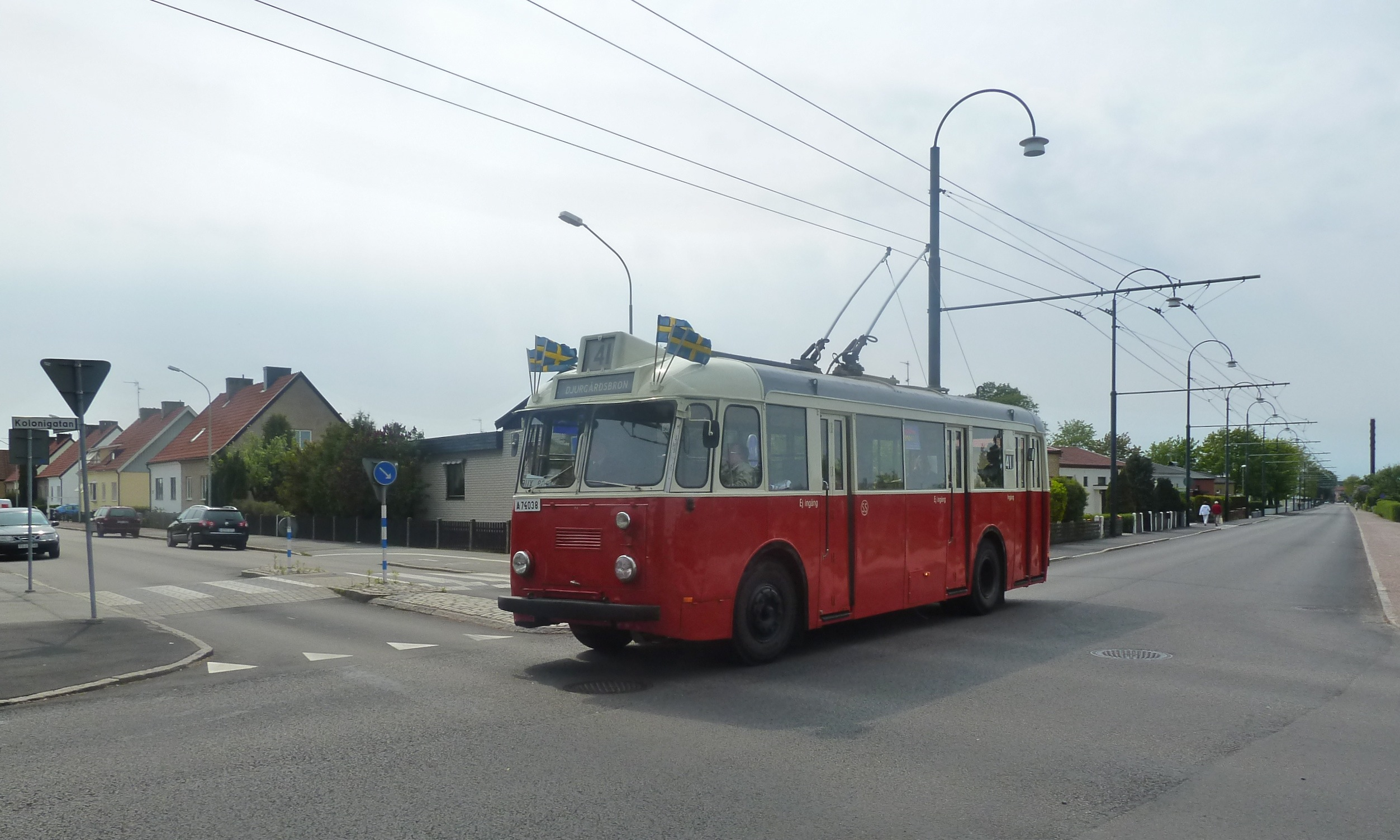
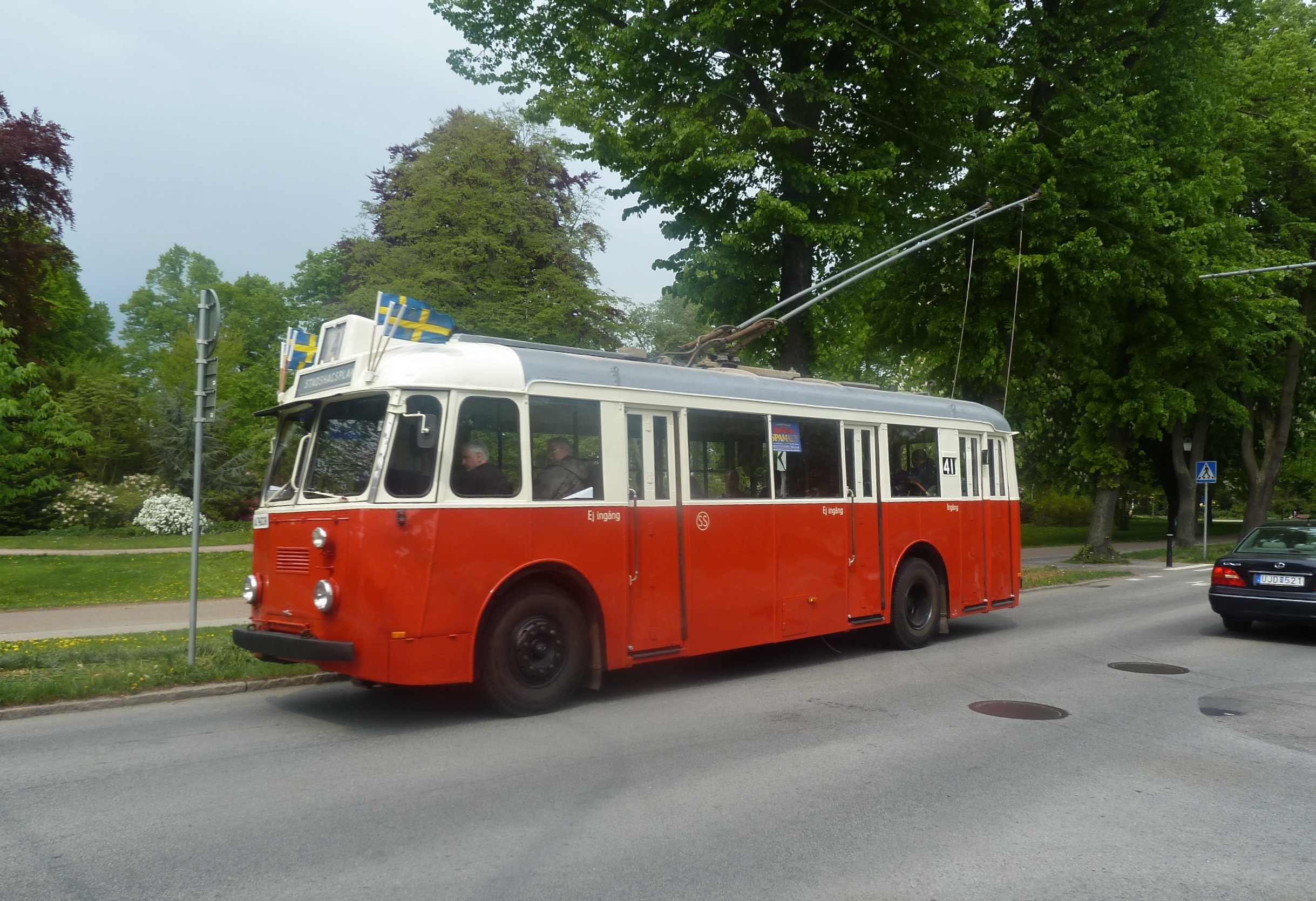
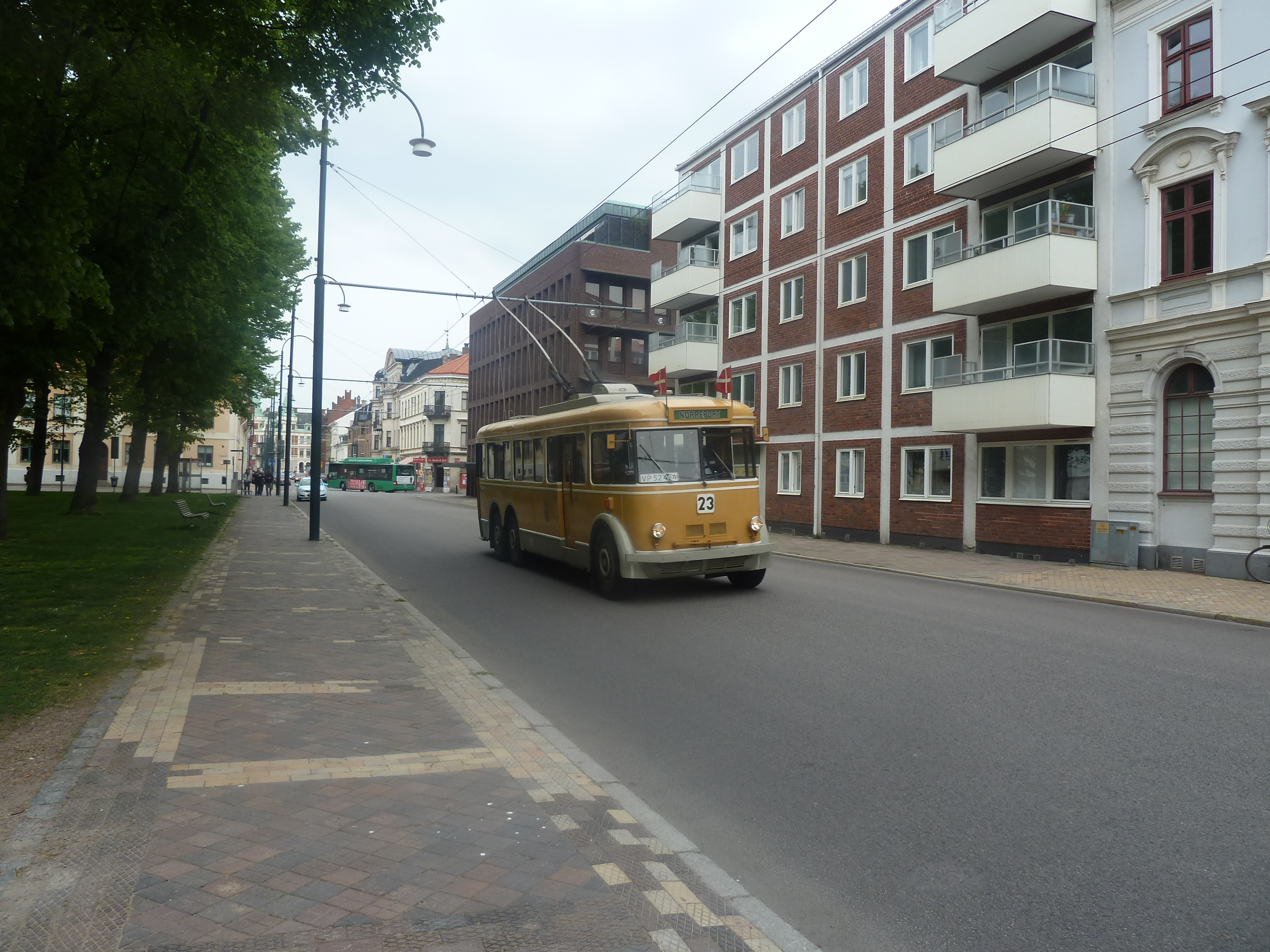
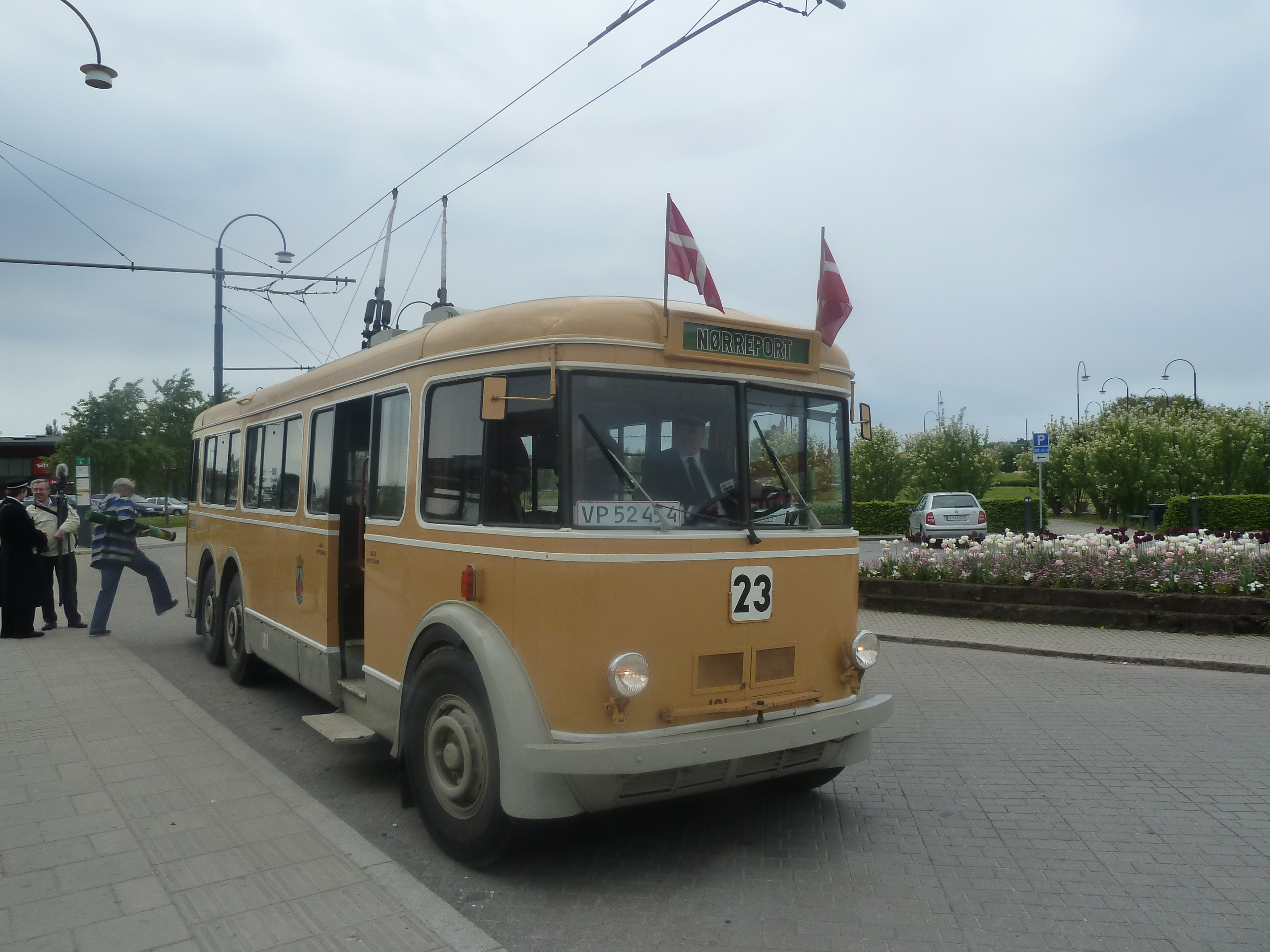
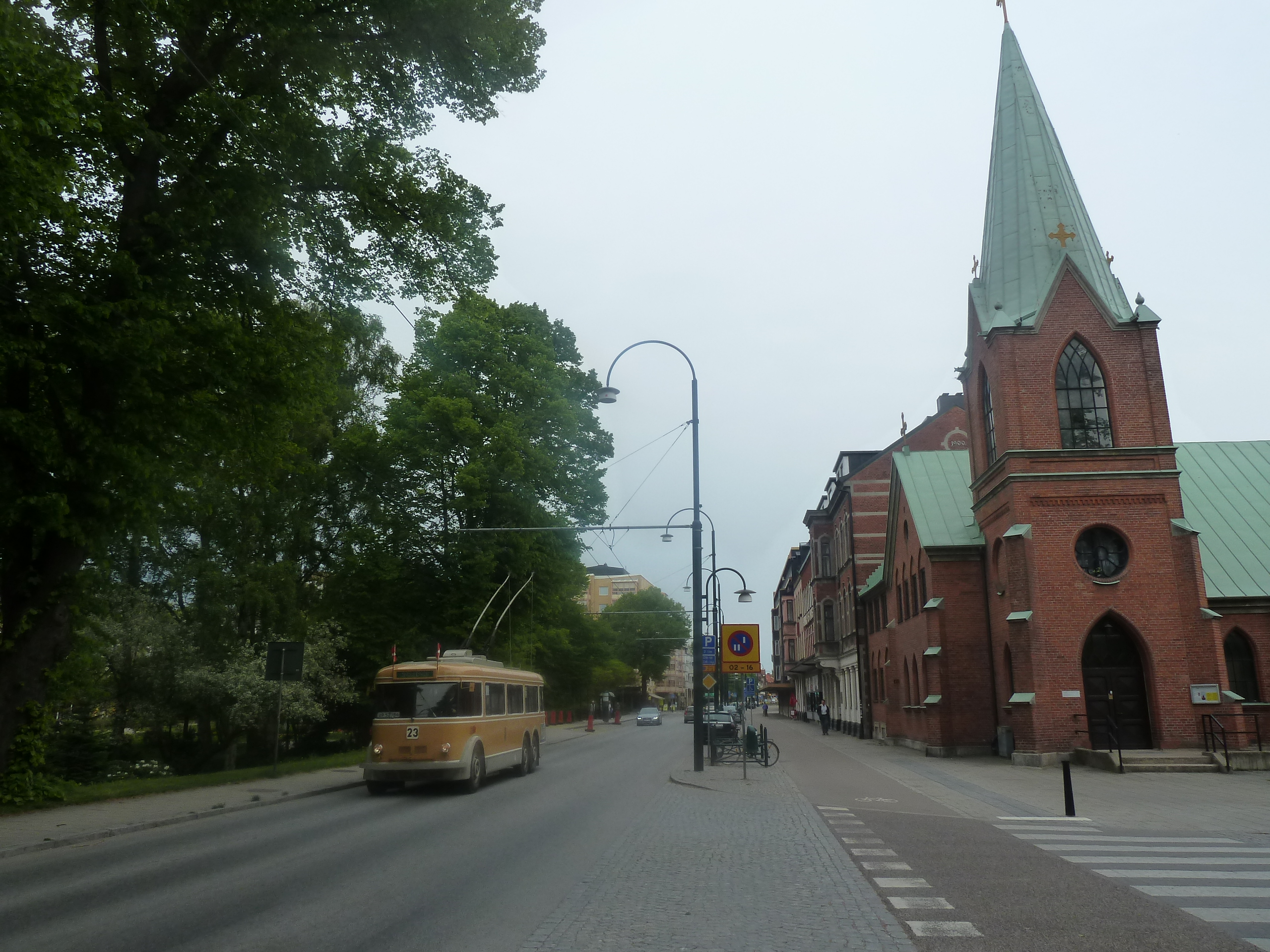
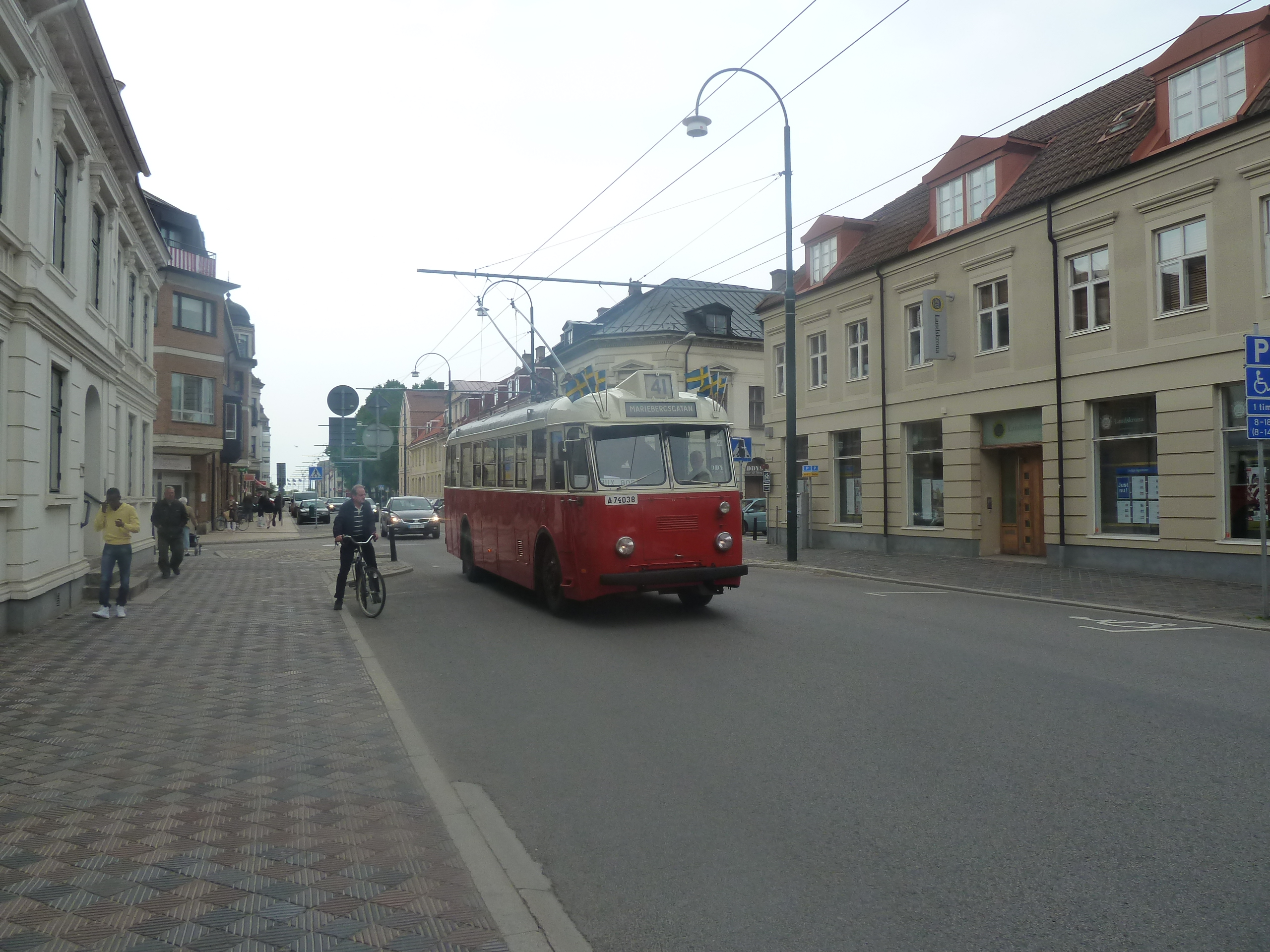
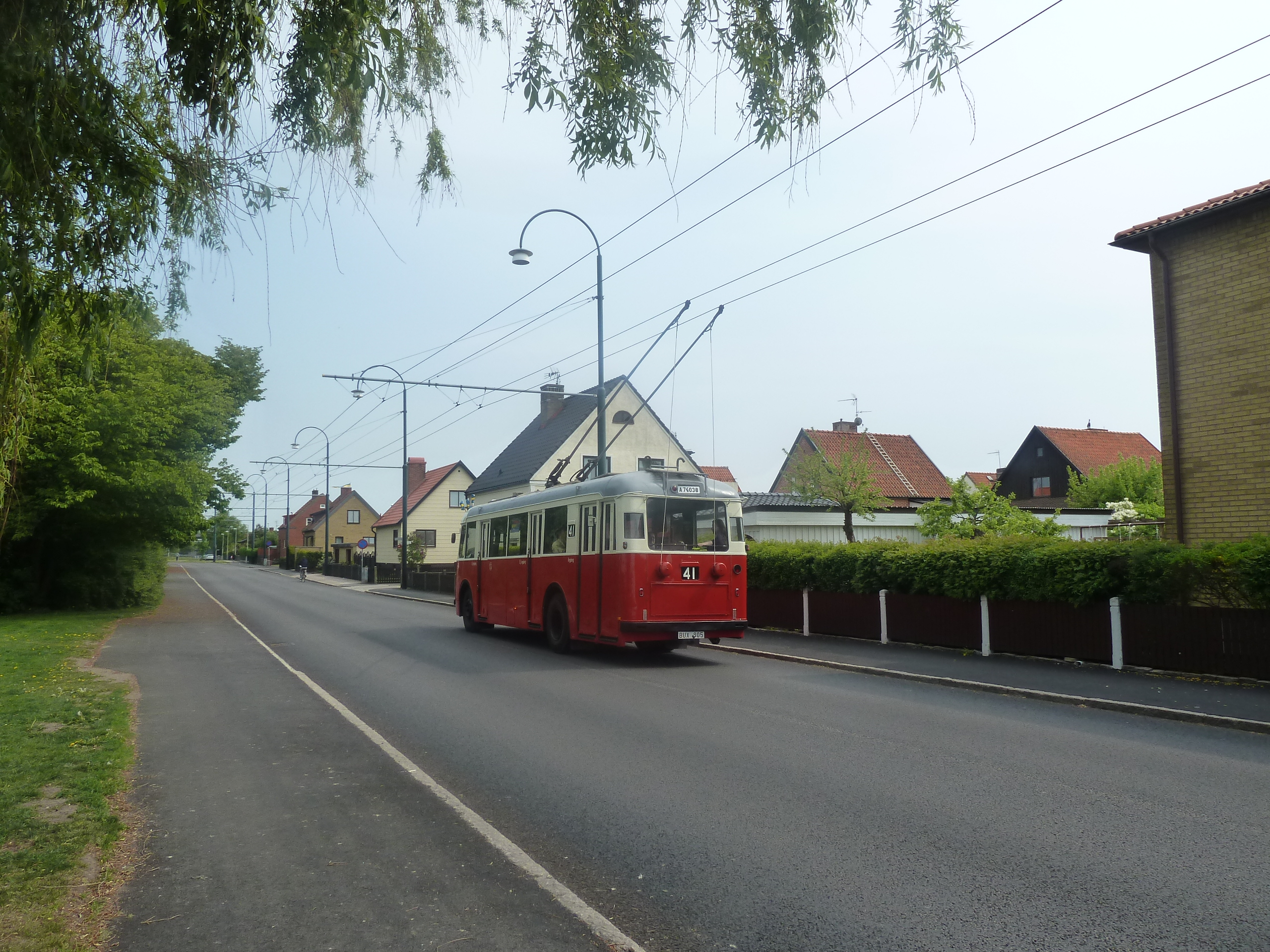